# John Parker (Wasserballspieler)
John Michael Parker (* 13. September 1946 in Newport, Rhode Island) ist ein ehemaliger Wasserballspieler aus den Vereinigten Staaten. Er gewann 1972 die olympische Bronzemedaille. 1971 siegte er mit dem Team der Vereinigten Staaten bei den Panamerikanischen Spielen.

## Karriere
Bei den Olympischen Spielen 1968 in Mexiko-Stadt belegte das Team aus den Vereinigten Staaten in der Vorrunde den dritten Platz. In der Platzierungsrunde erreichte die Mannschaft den fünften Platz. Parker warf während des Turniers zwei Tore.
1971 siegte Parker mit dem US-Team bei den Panamerikanischen Spielen in Cali. 1972 nahm Parker zum zweiten Mal an Olympischen Spielen teil. Beim olympischen Wasserballturnier in München gewann das US-Team seine Vorrundengruppe vor den Jugoslawen. In der Finalrunde sicherte sich die Mannschaft aus der Sowjetunion die Goldmedaille vor den Ungarn, dahinter gewannen die Amerikaner die Bronzemedaille.
Parker graduierte zunächst an der Stanford University. Danach war er von 1969 bis 1971 bei der US Navy und dabei auch im Kriegseinsatz in Vietnam. Nach seiner Rückkehr machte er seinen MBA an der Harvard Business School und gründete später seine eigene Firma für Investment Banking. 1982 wurde er in die USA Water Polo Hall of Fame aufgenommen.